# Емануель Агбаду
Емануель Агбаду (фр. Emmanuel Agbadou, нар. 17 червня 1997, Абіджан, Кот-д'Івуар) — івуарійський футболіст, центральний захисник англійського клубу «Вулвергемптон» та національної збірної Кот-д'Івуару.

## Ігрова кар'єра

### Клубна
Грати на профемійному рівні Емануель Агбаду починав у складі туніського клубу «Монастір», з яким у сезоні 2019/20 став бронзовим призером чемпіонату.
Восани 2020 року футболіст перебрався до Європи, де приєднався до бельгійського клубу «Ейпен». Контракт було підписано до 2025 року. 30 жотвня 2021 року Агбаду зіграв першу гру у Ліга Жупіле у складі своєї нової команди. В Бельгії футболіст провів два сезони.
Та в червні 2022 року Агбаду підписав п'ятирічний контракт з французьким «Реймсом».
9 січня 2025 року англійський «Вулвергемптон» купив Агбаду за 16,6 млн фунтів стерлінгів.

### Збірна
У червні 2022 року у товариському матчі проти команди Англії Емануель Агбаду дебютував у складі національної збірної Кот-д'Івуару.

## Статистика виступів

### Статистика виступів за збірну
Станом на 19 листопада 2024 року
| Дата       | Місто     | Господарі    | Результат | Гості        | Турнір                                  | Голи | Примітки |
| ---------- | --------- | ------------ | --------- | ------------ | --------------------------------------- | ---- | -------- |
| 29-3-2022  | Лондон    | Англія       | 3 – 0     | Кот-д'Івуар  | товариський матч                        | -    | 46'      |
| 9-6-2022   | Совето    | Лесото       | 0 – 0     | Кот-д'Івуар  | Відбір до Кубка африканських націй 2023 | -    | 46'      |
| 17-6-2023  | Ндола     | Замбія       | 3 – 0     | Кот-д'Івуар  | Відбір до Кубка африканських націй 2023 | -    | 68'      |
| 23-3-2024  | Ам'єн     | Кот-д'Івуар  | 2 – 2     | Бенін        | товариський матч                        | -    | 40' 71'  |
| 26-3-2024  | Ланс      | Кот-д'Івуар  | 2 – 1     | Уругвай      | товариський матч                        | -    |          |
| 7-6-2024   | Корого    | Кот-д'Івуар  | 1 – 0     | Габон        | Відбір до ЧС 2026                       | -    |          |
| 6-9-2024   | Буаке     | Кот-д'Івуар  | 2 – 0     | Замбія       | Відбір до Кубка африканських націй 2025 | -    |          |
| 10-9-2024  | Яунде     | Чад          | 0 – 2     | Кот-д'Івуар  | Відбір до Кубка африканських націй 2025 | -    |          |
| 11-10-2024 | Сан-Педро | Кот-д'Івуар  | 4 – 1     | Сьєрра-Леоне | Відбір до Кубка африканських націй 2025 | -    |          |
| 15-10-2024 | Монровія  | Сьєрра-Леоне | 1 – 0     | Кот-д'Івуар  | Відбір до Кубка африканських націй 2025 | -    |          |
| 19-11-2024 | Абіджан   | Кот-д'Івуар  | 4 – 0     | Чад          | Відбір до Кубка африканських націй 2025 | 1    |          |
| Усього     |           | Матчів       | 11        |              | Голів                                   | 1    |          |